# Danh sách tên ký hiệu của NATO cho máy bay ném bom
Tên ký hiệu của NATO/ASCC cho máy bay ném bom của Liên Xô, theo thứ tự trong bản báo cáo của NATO:
- "Backfin" Tupolev Tu-98
- "Backfire" Tupolev Tu-22M
- "Badger" Tupolev Tu-16
- "Bank" North American B-25 Mitchell
- "Barge" Tupolev Tu-85
- "Bark" Ilyushin Il-2M3
- "Bat" Tupolev Tu-2
- "Beagle" Ilyushin Il-28
- "Bear A" Tupolev Tu-95
- "Beast" Ilyushin Il-10
- "Bison" M-4
- "Blackjack" Tupolev Tu-160
- "Blinder" Tupolev Tu-22
- "Blowlamp" Ilyushin Il-54
- "Bob" Ilyushin Il-4
- "Boot" Tupolev Tu-91
- "Bosun" Tupolev Tu-14
- "Bounder" Myasishchev M-50
- "Box" Douglas A-20 Havoc
- "Brassard" Yak-28
- "Brawny" Ilyushin Il-40
- "Brewer" Yak-28B
- "Buck" Petlyakov Pe-2
- "Bull" Tupolev Tu-4
- "Butcher" Tupolev Tu-82 (changed to "Beagle")

Tên ký hiệu của NATO/ASCC cho máy bay ném bom của Liên Xô, theo thứ tự sắp xếp của Liên Xô:
- Douglas A-20 Havoc "Box"
- Ilyushin Il-2M3 "Bark"
- Ilyushin Il-4 "Bob"
- Ilyushin Il-10 "Beast"
- Ilyushin Il-28 "Beagle"
- Ilyushin Il-40 "Brawny"
- Ilyushin Il-54 "Blowlamp"
- M-4 "Bison"
- Myasishchev M-50 "Bounder"
- North American B-25 Mitchell "Bank"
- Petlyakov Pe-2 "Buck"
- Tupolev Tu-2 "Bat"
- Tupolev Tu-4 "Bull"
- Tupolev Tu-14 "Bosun"
- Tupolev Tu-16 "Badger"
- Tupolev Tu-22 "Blinder"
- Tupolev Tu-22M "Backfire"
- Tupolev Tu-82 "Butcher" (changed to "Beagle")
- Tupolev Tu-85 "Barge"
- Tupolev Tu-91 "Boot"
- Tupolev Tu-95 "Bear A"
- Tupolev Tu-98 "Backfin"
- Tupolev Tu-160 "Blackjack"
- Yakovlev Yak-28 "Brassard"
- Yak-28B "Brewer"

Xem thêm: Tên ký hiệu của NATO